# Meshari
Meshari (alb.: Meshari), što znači molitvenik na albanskom jeziku, je naziv knjige koju je Ivan Buzuk (alb.:Gjon Buzuku) napisao 1555. godine. To je prva knjiga u kojoj se nalaze zapisane riječi albanskog jezika (dijalekta gega) slovima latinskog jezika i jednim slovom (ć) srpske ćirilice.
Knjiga sadrži 188 stranica napisanih u dvije kolone i predstavlja ispis izgovora najvažnijega dijela katoločke liturgije na albanskom jeziku. Original se čuva u biblioteci u Vatikanu.
Meshari je otkrio Jovan Nikola Kazazi 1740. godine. Potom je bio izgubljen i ponovno otkriven 1909. Otac Justin Rota prvi put je fotokopirao Meshari 1930. godine i donio kopiju u Albaniju. Fototipsko izdanje je izdato 1968. godine s transliteracijama i lingvističkim komentarima.